# La città magica
La città magica (Magic Town) è un film del 1947 diretto da William A. Wellman.

## Trama
Rip Smith, un esperto di ricerche di mercato in via di licenziamento, crede di aver trovato nella cittadina di Grandview il “miracolo matematico”, ovvero la cittadina che riunendo in sé i tratti tipici di tutta l'America può fungere da fonte inesauribile per affidabili, veloci ed economiche ricerche di mercato.
Ben presto, però, i giornalisti del piccolo quotidiano locale scoprono il trucco, anche grazie all'intelligenza della caporedattrice Mary Peterman, che non crede alla "copertura" da società di assicurazioni che Rip ha messo su per poter rivolgere domande in piena libertà agli ignari abitanti.
Per neutralizzare l'attività del falso assicuratore, gli faranno credere di poter manipolare i dati raccolti, in modo da pilotare a proprio piacimento le scelte politiche ed economiche di tutto il Paese.
Mandati all'aria i progetti di Rip, Grandview può così tornare al suo tranquillo anonimato.

## Produzione
Il film fu prodotto dalla Robert Riskin Productions. Venne girato in California, nella città di Chico. Le riprese durarono dal 24 ottobre 1946 al giugno 1947.

## Distribuzione
Distribuito dalla RKO Radio Pictures, uscì nelle sale cinematografiche statunitensi il 7 ottobre 1947.